# ميرابل (إسبانيا)
بلدية ميرابل (بالإسبانية: Mirabel)‏، هي بلدية تقع في مقاطعة قصرش والتي تقع في منطقة إكستريمادورا، غرب إسبانيا.
يبلغ عدد سكانها 790 نسمة وفقاً لإحصائية سنة (2002).